# Ředkvička
Ředkvička je kořenová zelenina botanicky klasifikovaná jako varieta ředkev setá letní (Raphanus sativus var. sativus). Kořen je kulovitý nebo válcovitý, různě zbarvený. Barva se pohybuje od bílé až k červené nebo fialové. Existují i odrůdy červenobílé nebo žluté kulaté a bílé protáhlé. Dužnina je bílá, u červených ředkviček někdy s nádechem do růžova, u starších kusů se skelným nádechem. Chuť ředkvičky je pálivá, někdy vodová – závisí obecně na zálivce a počasí během vegetace. Prodává se na tržištích na jaře a na podzim ve svazečcích, někdy též loupaná. Ředkvička pěstovaná volně na venkovním záhonu při dlouhých letních dnech vyhání do květu a bulva je pak malá a pálivá.
Ředkvička má nízkou kalorickou hodnotu (40 kJ na 50 gramů).
Pěstuje se v mírném pásu.
Jedlé jsou i listy ředkviček.
Ředkvičkám se nejlépe daří na slunném místě v písčitohlinité, mírně kyselé až neutrální (pH 6,5 až 7,0) půdě. Díky různým odrůdám jsou dostupné celoročně.

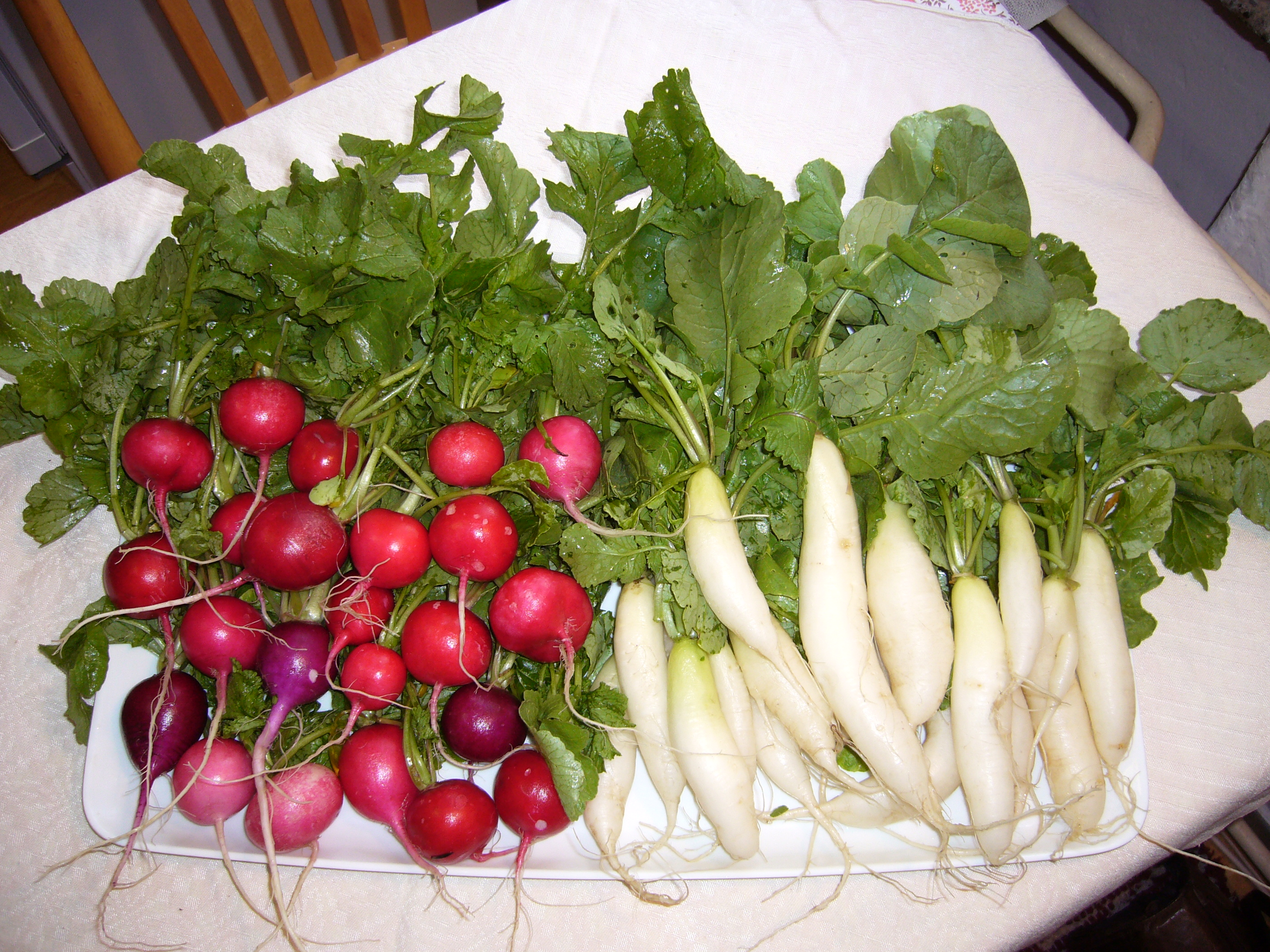
Červená kulatá a bílá protáhlá ředkvička.

## Ředkvička bílá – Rampouch
Poloraná odrůda bílé ředkvičky, vhodná především pro drobné pěstitele. Má středně velký, světle zelený až šedý list. Bulvička je dlouhá, vřetenovitě válcovitá, přechod do kořínku je pozvolný. Vyčnívá asi čtvrtinu délky nad povrch půdy. Povrch bulvičky je bílý, hladký, v nadzemní části nazelenalý.

## Historie
Ředkvička pochází z Asie. Jako kulturní rostlina se však hojně vyskytovala i ve Středomoří. Vedle česneku a cibule ji dobře znali a používali již staří Egypťané v době staveb pyramid. V českém prostředí se objevila poměrně pozdě, až ve druhé polovině 18. století.

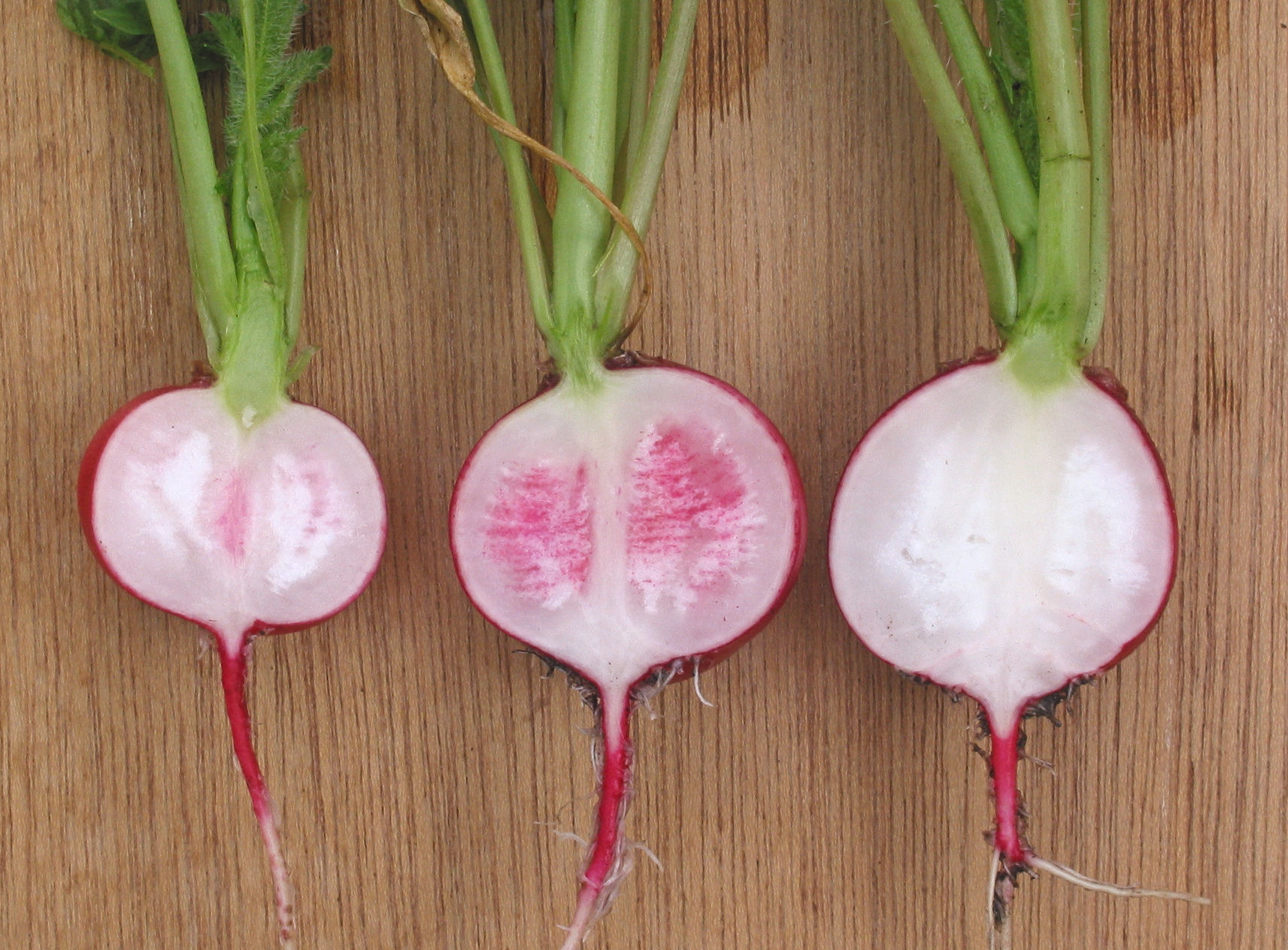
Podélný řez bulvou ředkvičky.

## Pěstování

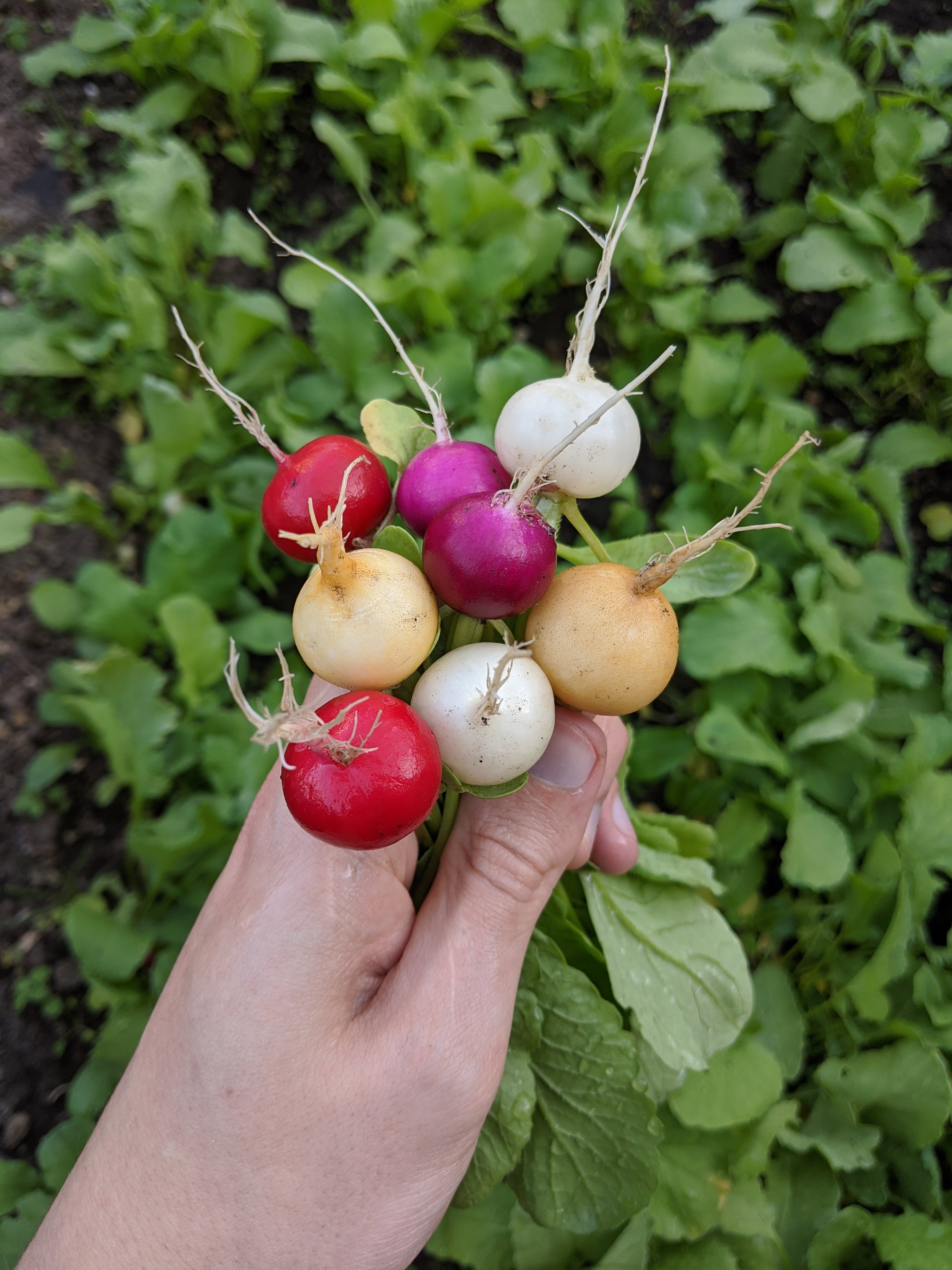
Různě barevné kultivary ředkviček vypěstované ze směsi semen.

Pěstování ředkviček není nijak zvlášť náročné. Velmi brzy po výsevu klíčí a během 14 dnů se mohou začít sklízet. Půda musí být dobře propracovaná, s dostatečnou zásobou živin. Ředkvička je plodina krátkého dne, bulvičky se vytvářejí jen na jaře a na podzim, kdy je den kratší. V létě při dlouhém dni vytváří rostlina květní stonky a semena. Proto se v létě nepěstuje. Aby ředkvičky byly chutné a šťavnaté, musí rychle vyrůst, tedy se musí hodně zalévat. Při kolísající vlhkosti začnou dřevnatět.

## Konzumace
Ředkvičky se dají jíst syrové, loupané, neloupané, mohou se trošku posolit, čímž se uvolní jejich palčivá chuť (palčivá chuť je intenzivnější, jsou-li kořeny nebo bulvičky napadeny škůdci), která je způsobena hořčičným olejem. Nejlepší ředkvička je čerstvá, tj. právě utržená. Její nevýhodou je, že se nedá dlouho skladovat, rychle vadne. Ředkvičky lze použít do mnoha salátů, pomazánek, polévek nebo jako přílohu k masu apod. Zelené lístky chutnají také dobře, ze starších listů lze připravit špenát.
Květy ředkviček je možné použít jako přísadu do salátů. Konzumovat je možné také ředkvičkové plody (struky), které se vyznačují mírně ostrou ředkvičkovou chutí.

## Průměrný obsah látek a minerálů
Tabulka udává dlouhodobě průměrný obsah živin, prvků, vitamínů a dalších nutričních parametrů zjištěných v červených ředkvičkách.
| Složka          | Jednotka | Průměrný obsah | Prvek (mg/100 g) | Průměrný obsah | Složka (mg/100g) | Průměrný obsah |
| --------------- | -------- | -------------- | ---------------- | -------------- | ---------------- | -------------- |
| voda            | g/100 g  | 95,4           | Na               | 11             | vitamín C        | 17             |
| bílkoviny       | g/100 g  | 0,7            | K                | 180            | vitamín D        | 0              |
| tuky            | g/100 g  | 0,2            | Ca               | 24             | vitamín E        | 0              |
| cukry           | g/100 g  | 1,9            | Mg               | 4              | vitamín B6       | 0,07           |
| škrob           | g/100 g  | stopy          | P                | 50             | vitamín B12      | 0              |
| vláknina        | g/100 g  | 0,9            | Fe               | 0,8            | karoten          | stopy          |
| mastné kyseliny | g/100 g  | 0,2            | Cu               | 0,05           | thiamin          | 0,03           |
| cholesterol     | g/100 g  | 0              | Zn               | 0,4            | riboflavin       | stopy          |
| energie         | kJ/100 g | 49             | Mn               | 0,1            | niacin           | 0,4            |

## Ředkvička kořením
Kvůli své příjemné vůni a palčivé chuti je zařazována mezi koření.